# Quần đảo Riau

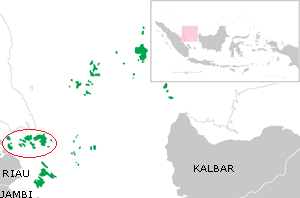
Vùng khoanh đảo là quần đảo Riau, trong tỉnh Quần đảo Riau (xanh)

Quần đảo Riau là một thuật ngữ địa lý để chỉ chùm đảo "lõi" của tỉnh Quần đảo Riau của Indonesia, nằm ở phía nam Singapore.

## Đảo
Các đảo chính là Batam, Rempang, Galang, Bintan, Combol, Kundur, và Karimun.
Tanjung Pinang nằm ở mạn nam đảo Bintan là tỉnh lỵ. Tanjung Balai Karimun, cùng Tanjung Pinang, là thành phố cảng.

## Thay đổi xã hội
Một số nghiên cứu và sách đã nêu chi tiết về bạo lực ngày càng tăng và mối quan tâm về bản sắc và thay đổi xã hội ở quần đảo. Vì Malay từng là nhóm dân tộc thống trị trên đảo, đã bị giảm xuống còn khoảng một phần ba dân số, chủ yếu là do nhập cư từ nơi khác ở Indonesia, họ cảm thấy rằng quyền truyền thống của họ bị đe dọa. Tương tự, những người nhập cư đã cảm thấy bị đàn áp về chính trị và tài chính. Cả hai nguyên nhân này đã dẫn đến bạo lực gia tăng.
Hải tặc trong quần đảo cũng là một vấn đề.